# Galiomyza violivora
Galiomyza violivora är en tvåvingeart som beskrevs av Spencer 1986. Galiomyza violivora ingår i släktet Galiomyza och familjen minerarflugor. Inga underarter finns listade i Catalogue of Life.